# Мичерлих, Эйльхард Альфред
Эйльхард Альфред Мичерлих (нем. Eilhard Alfred Mitscherlich; 29 августа 1874, Берлин, Пруссия — 3 февраля 1956, Паулиненауэ, ГДР) — немецкий агрохимик, физиолог растений, почвовед. педагог, профессор,  доктор философии,  доктор сельскохозяйственных наук.
Член Германской академии наук в Берлине (1947), Академии сельскохозяйственных наук ГДР (1951) и многих зарубежных академий. Лауреат Национальной премии ГДР (1949).

## Биография
Родился в богатой семье учёных. Внук химика Эйльхарда Мичерлих. С 1895 года обучался в Кильском университете.
С 1906 года был профессором университета в Кёнигсберге; с 1950 года — профессор университета им. Гумбольдта в Берлине, в 1949—1956 годах — директор института повышения урожайности растений Германской АН в Берлине (Паулиненауэ).
Работая в 1909 г. на экспериментальной аграрной станции в Кёнигсберге, обнаружил закономерность убывания предельного продукта, которую назвал "законом физиологических зависимостей": изменение предельного продукта происходит пропорционально отношению достигнутого общего продукта к максимально возможному общему продукту.
Работал над проблемами почвоведения (гигроскопичность почв, определение теплоты орошения почвы как показатель содержания гумуса и т. д.) и физиологии растений (определение потребностей в удобрении, формулировка закона эффективности факторов роста).
Автор трудов по вопросам увеличения урожайности растений. Разработал метод выращивания растений в сосудах (сосуд Мичерлиха).
В 1922-1930 годах был президентом IV комиссии Международного общества почвоведов. С 1920 года - один из соредакторов американского журнала Soil Science, также был членом редколлегии других ведущих национальных и международных журналов.
Мичерлих был почётным членом Немецкого общества почвоведов, Международного общества почвоведов, Сельскохозяйственного общества Финляндии и Кёнигсбергского научного общества. В 1925 году был избран членом Немецкой академии естествоиспытателей Леопольдина. Университет Христиана-Альбрехта в Киле (1948), Гисенский университет (1949) и Университет Гумбольдта в Берлине (1954) присвоили ему звание почётного доктора.